# Flemingia rollae
Flemingia rollae är en ärtväxtart som först beskrevs av Billore och Koppula Hemadri, och fick sitt nu gällande namn av An.Kumar. Flemingia rollae ingår i släktet Flemingia och familjen ärtväxter. Inga underarter finns listade i Catalogue of Life.